# جوني جنكينز (موسيقي)
جوني جنكينز (بالإنجليزية: Johnny Jenkins)‏ هو موسيقي وعازف قيثارة أمريكي، ولد في 5 مارس 1939 في ماكون في الولايات المتحدة، وتوفي بنفس المكان في 26 يونيو 2006 بسبب سكتة.

## وصلات خارجية
- جوني جنكينز على موقع ميوزك برينز (الإنجليزية)
- جوني جنكينز على موقع ميوزك برينز (الإنجليزية)
- جوني جنكينز على موقع أول ميوزيك (الإنجليزية)
- جوني جنكينز على موقع ديسكوغز (الإنجليزية)